# 龔良傅
龔良傅（16世紀—16世紀），字起巖，湖廣武昌府蒲圻縣人，明朝政治人物。

## 生平
龔良傅是天順八年進士龔晟之孫，弘治十三年貢生、浙江僉事龔鍊之子，正德五年（1510年）中舉人，嘉靖五年（1526年）成進士，獲授工部都水司主事，興建南旺等閘，治理漕運有功，陞為兵部武選司主事、挑選良將、淘汰冗兵，前往淮國冊封不接受餽贈。之後陞任浙江按察司僉事，判案公正，人稱「青天」，又嚴禁溺女風俗，與萬雲鵬、徐階、張岳合稱「四君子」，再陞河南參議，在荒年捐俸煮粥，救活不少人民，改官山東按察司副使督兵海上，在任內去世。
龔良傅長子龔乾中為嘉靖十七年貢生，次子龔乾瑞為嘉靖二十三年貢生，任霸州同知，三子龔乾曜則是隆慶六年貢生；孫子龔棻是嘉靖四十三年舉人、龔本則是萬曆四年舉人，任沔池知縣。

## 引用
1. 1 2  乾隆《蒲圻縣志·卷十一·人物志》：龔良傅，字起巖，御史晟之孫，父鍊御史長子，弘治十三年貢，贈浙江僉事；良傅中正德庚午鄉試，登嘉靖丙戌進士，授工部都水司主事，治漕有功，陞兵部武選司，簡良將、汰冗卒，戎政克詰，奉詔往封懷【淮】藩一介不受，王為立却亭以志之。陞浙江按察司僉事，飮冰自矢，斷獄多所貰貸，盜除吏肅，浙有青天之謠，時溺女成風，公嚴其禁，民誦賈父再生，陞河南叅議，歲大祲捐俸設粥，所全活者甚眾，陞山東副使督兵海上，威行振肅，海波不揚，將大擢用竟卒于官。長子乾中嘉靖十七年貢，次子乾瑞二十三年貢，官霸州同知，三子乾曜隆慶六年貢，孫棻、棹、本，曾孫逢祥皆中鄉試。
2. ↑  四庫全書《湖廣通志·卷四十七·鄉賢志》：龔良傅，《分省人物考》（云）字起巖，蒲圻人，嘉靖丙戌進士，出使淮藩餽金不受，任工部主事，濬徂徠泉源、建南旺諸閘，漕運以濟，歷浙江僉事，金衢俗多溺女，嚴禁之，與萬雲鵬、徐階、張岳氣節相尚，浙人稱為四君子，㕘議河南，捐俸賑饑，陞山東副使，卒於官。